# Nero Claudius Drusus
Nero Claudius Drusus Germanicus (khoảng 28 tháng 3 năm 38 TCN - ngày 14 tháng 9 năm 9 TCN), tên khai sinh là Decimus Claudius Drusus còn gọi là Drusus, Drusus I, Nero Drusus, hoặc Drusus Già là một chính trị gia và chỉ huy quân sự người La Mã. Ông là một quý tộc thuộc dòng họ Claudia theo phía người cha hợp pháp của ông, nhưng bà ngoại của ông lại xuất thân từ một gia đình bình dân. Ông là con trai riêng của hoàng hậu Livia Drusilla, người vợ thứ ba của Hoàng đế Augustus. Ông cũng là em trai của Hoàng đế Tiberius, cha của Hoàng đế Claudius, ông nội của Hoàng đế Caligula, và ông cố ngoại của Hoàng đế Nero.
Ông đã phát động các chiến dịch La Mã lớn đầu tiên trên sông Rhine và bắt đầu cuộc chinh phục xứ Germania, trở thành tướng La Mã đầu tiên đặt chân đến sông Weser và sông Elbe. Năm 12 TCN, Drusus dẫn đầu một chiến dịch thành công tiến vào Germania, chinh phục Sicambri. Cuối năm đó, ông đã dẫn một đoàn thám hiểm hải quân chống lại bộ tộc người Đức dọc theo bờ biển Bắc Hải, chinh phục Batavi và Frisii, và đánh bại Chauci gần cửa sông Weser. Năm 11 TCN, ông đã chinh phục được Usipetes và Marsi, mở rộng sự kiểm soát của La Mã đến tận Thượng Weser. Năm 10 TCN, ông đã phát động một chiến dịch chống lại cuộc nổi dậy của người Chatti và Sicambri. Năm sau, ông đã chinh phục Mattiaci, trong khi đánh bại Marcomanni và Cherusci ở gần Elbe. Tuy nhiên, Drusus qua đời một năm sau đó, khi chưa đầy 30 tuổi, lấy mất đi của Roma một trong những tướng tài ba nhất của mình.